# Макдональд, Шэрон
Шэрон Джанетт Макдональд (англ. Sharon Jeanette Macdonald, род. 1961) — британский антрополог и музеевед.

## Карьера
В 1987 году Макдональд получила докторскую степень в Оксфордском университете, а затем преподавала в Университете Брунеля и Университете Кила. С 1996 по 2004 год она была лектором, а затем в 2005 году преподавателем культурной антропологии в Университете Шеффилда. В 2006 году Шэрон заняла должность профессора социальной антропологии в Манчестерском университете. В 2015 году она была назначена юбилейным профессором факультета социологии Йоркского университета. Там она вела тему «Изобилие» в проекте Heritage Futures. В 2015 году она приняла предложение стать профессором Александра фон Гумбольдта в Берлинском университете имени Гумбольдта. При поддержке Фонда прусского культурного наследия и Музея естественной истории в Берлине она основала Центр антропологических исследований музеев и наследия (CARMAH). Помимо профессорской должности Александра фон Гумбольдта, она была назначена постоянным профессором Института европейской этнологии Берлинского университета имени Гумбольдта. Помимо своих профессорских должностей, она участвует в совместном создании Гумбольдтского форума.

### Исследования
Красной нитью в исследованиях Макдональд проходит то, как разные общества выбирают артефакты и, в более общем плане, соответствующие темы для выставок в музеях, учитывая тот факт, что большинство музеев выставляют публике только 5% своего инвентаря. В Германии она провела это исследование, при поддержке стипендией Гумбольдта с 2000 по 2006 год, в отношении национал-социализма в Нюрнберге. Недавно (2020 год) она сосредоточила внимание на представлении ислама в музеях, наряду с более всеобъемлющими темами грабежей и колониализма в музеях.